# Rheinhessen (wijnstreek)

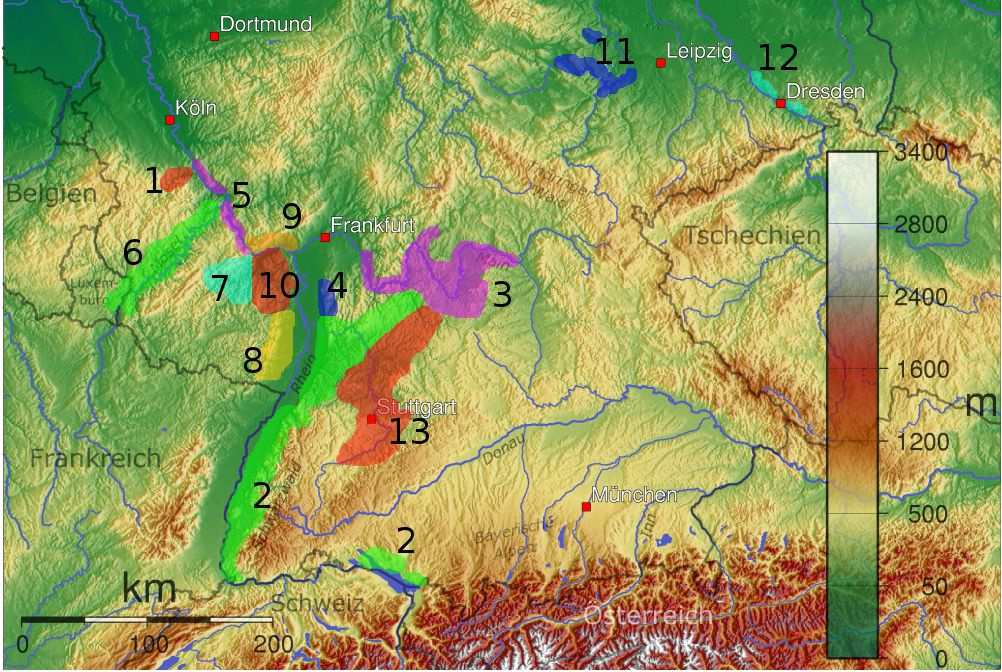
De wijnstreek Rheinhessen is nummer 10 op de kaart.

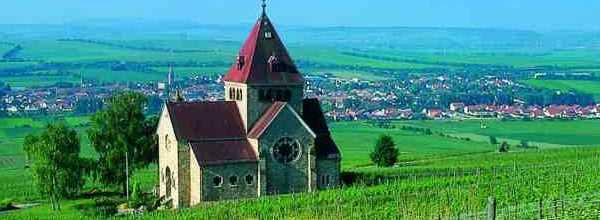
Zicht over de wijnstreek Rheinhessen.

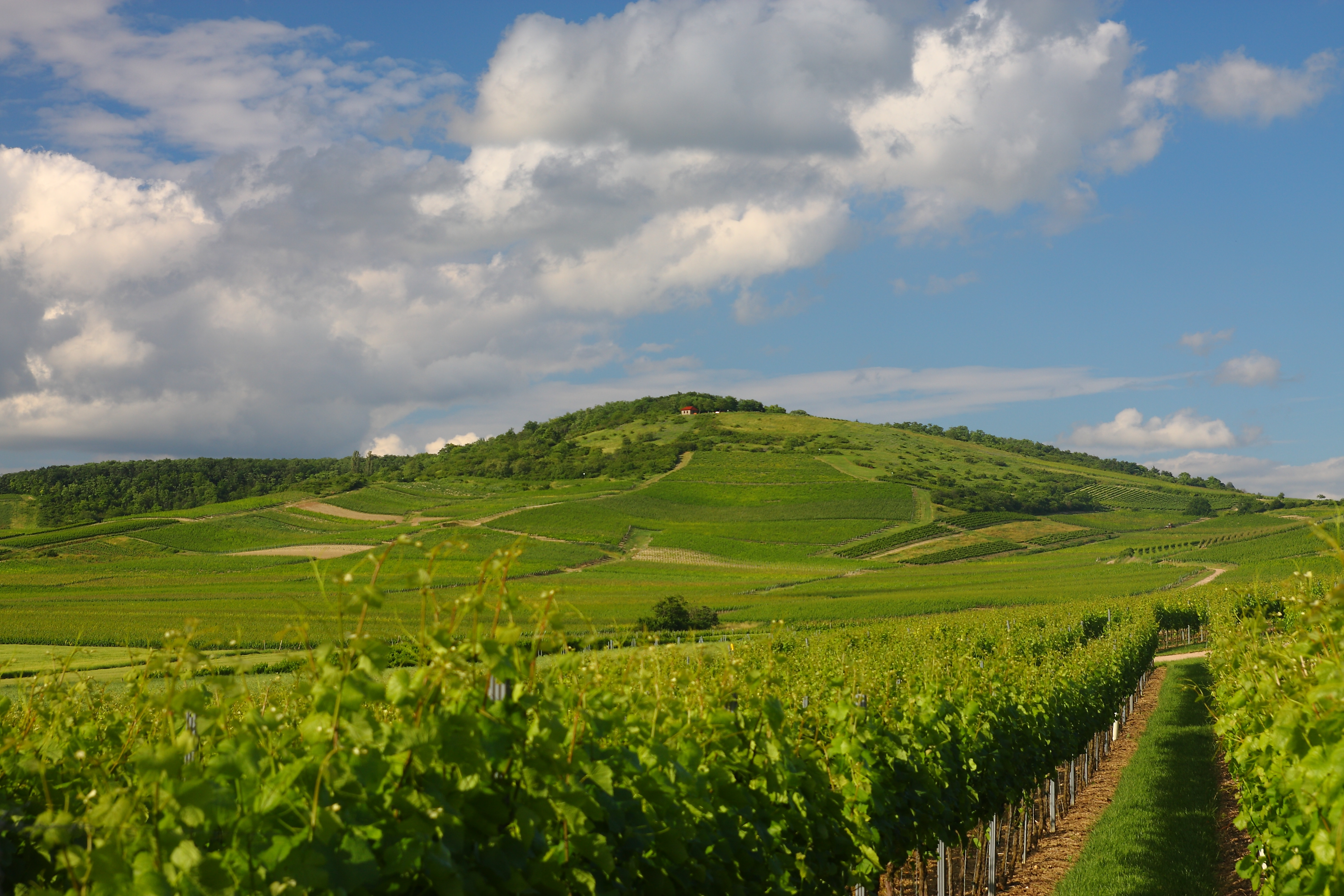
Wijngaarden op de Napoleonshoogte

Rheinhessen is een wijnstreek in de gelijknamige regio Rheinhessen in de Duitse deelstaat Rijnland-Palts. Met meer dan 260 vierkante kilometer aan wijngaarden - beplant met zo’n 120 miljoen wijnstokken - de grootste wijnproducent van het land. Het wijngebied is verdeeld in 3 Bereiche, 24 großlagen en 432 Einzellagen.
Het is een bosarm gebied omdat er zoveel druivenstokken zijn aangeplant. Meer dan 6000 wijnbedrijven maken meer dan 2,5 miljoen hectoliter wijn.

## Geschiedenis
In Nierstein bevindt zich de oudst gedocumenteerde wijngaard uit het jaar 742, de "Niersteiner Glöck".
Voor de Eerste Wereldoorlog werden op  veilingen voor de wijnen uit Rheinhessen topprijzen betaald. De Niersteiner Riesling-wijnen bijvoorbeeld genoten een legendarische reputatie. Die reputatie liep halverwege de 20e eeuw enorme schade op. Een van de oorzaken was onder meer het gebruik van de naam Liebfrauenmilch - oorspronkelijk uit Worms - dat geen beschermde herkomstbenaming heeft en overal gebruikt voor goedkope zoetige wijn.
Tegen het eind van de 20e eeuw besloot een nieuwe generatie wijnmakers weer te gaan werken aan kwaliteitswijn.

## Druivenrassen
Ruim twee derde van de wijn is wit en een derde rood.
De belangrijkste witte druiven zijn Riesling en Müller-Thurgau, samen goed voor ruim 33,5%. Verder nog 9% Grauburgunder, 6% Weissburgunder 6,8% Silvaner. Omwille van opkomende populaire smaken maakt vooral de Scheurebe steeds meer plaats voor de Sauvignon Blanc.
Langs de Rijn bij Nackenheim, Nierstein en Oppenheim komt de Riesling het meest voor. De druiventeelt wordt daar begunstigd door milde temperaturen, vele zon-uren en weinig neerslag.
Uit het gebied rondom Ingelheim en Wonnegau komt de meeste rode wijn. Blauwe druiven voor rode wijn zijn vooral 5,5% Pinot noir (Spätburgunder), 11% Dornfelder en 3,2% Portugieser.
Quelle: Statistisches Landesamt Rheinland-Pfalz

## Publieksbekendheid

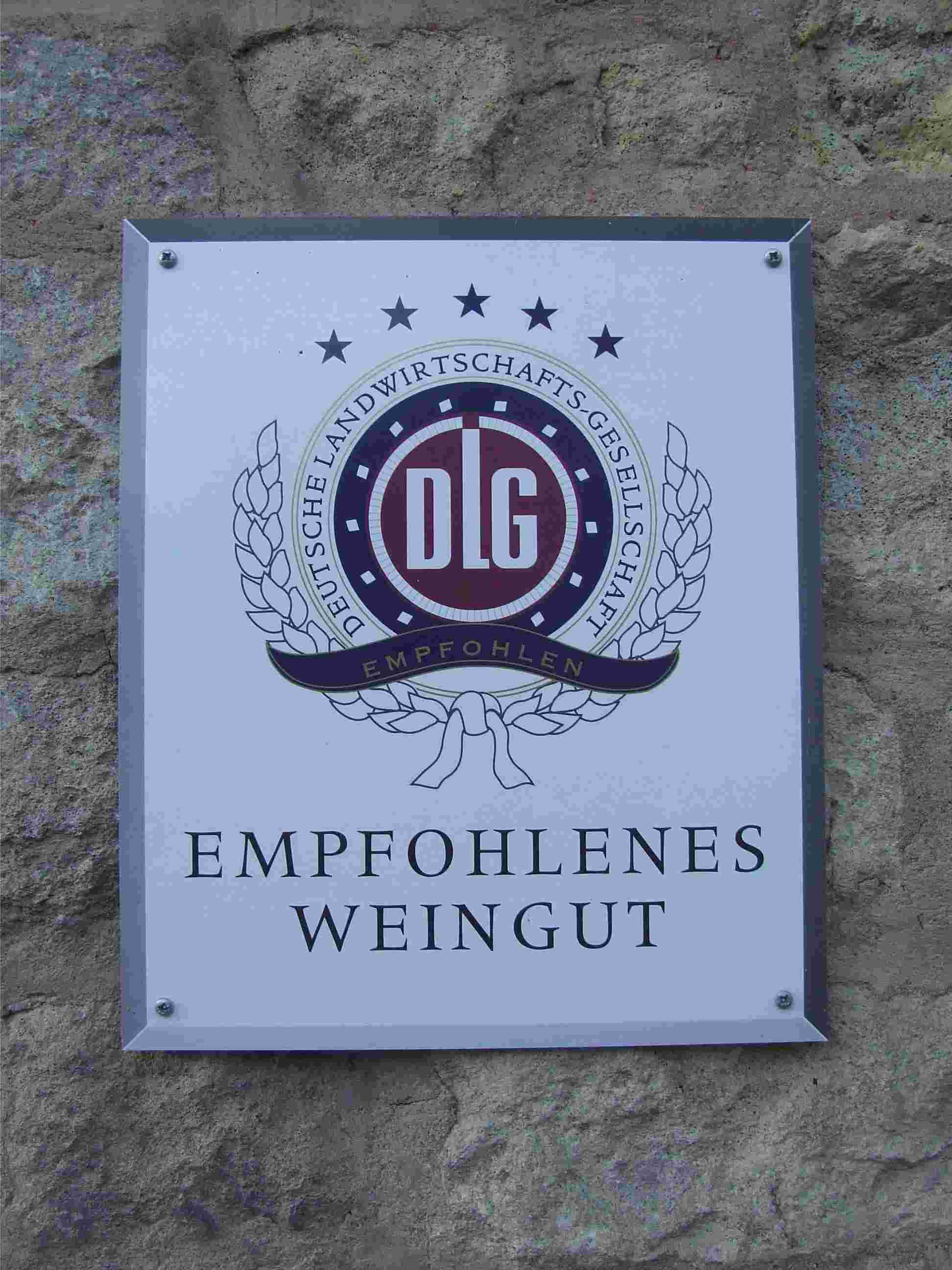
Muurschild met logo van de DLG voor aanbevolen wijnhuizen.

Sinds 1953/1954 wordt de wijnstreek vertegenwoordigd door een wijnkoningin.
Het Duitse landbouw- en voedingsbureau Deutsche Landwirtschafts-Gesellschaft (afgekort DLG) controleert sinds 1999 wijnhuizen en coöperaties. Jaarlijks registreert zij de winnaars van wedstrijden met certificaten van “aanbevolen wijnhuizen” respectievelijk “coöperaties”.
De public relations van het wijngebied Rheinhessen gaat met wijnhoofdstad Mainz sinds mei 2008 verder met het lidmaatschap van de "Great Wine Capitals". Bij dit netwerk zijn bijvoorbeeld aangesloten de steden met wijnregio's: Bilbao/Rioja, Bordeaux/Bordeaux, Florence/Toscane, Kaapstad/Zuid-Afrikaanse wijngebieden, Mendoza/Mendoza, Porto/Dourovallei alsmede San Francisco/Napa Valley en sinds november 2009 de Nieuw-Zeelandse stad Christchurch met haar wijngebieden op het Zuidereiland.